# Tellur Mütəllimov
Tellur Uzdan oğlu Mütəllimov (ur. 15 kwietnia 1995 w Xaçmazie) – azerski piłkarz grający na pozycji lewego pomocnika. Od 2020 jest zawodnikiem klubu Sumqayıt FK.

## Kariera klubowa
Swoją karierę piłkarską Mütəllimov rozpoczął w klubie Qəbələ FK. W 2015 roku awansował do kadry pierwszego zespołu, jednak niedługo potem został wypożyczony do klubu Zirə Baku i 31 stycznia 2016 zadebiutował w nim w Premyer Liqası w zwycięskim 2:1 domowym meczu z İnterem Baku. W Zirə spędził rok.
Latem 2016, po zakończeniu sezonu 2015/2016, Mütəllimov wrócił do Qəbələ  FK. W nim swój debiut zaliczył 8 sierpnia 2016 w wygranym 2:0 domowym meczu z Kəpəzem Gəncə. W sezonach 2016/2017 i 2017/2018 wywalczył dwa wicemistrzostwa Azerbejdżanu. Na początku 2018 ponownie został zawodnikiem Zirə Baku i grał w nim do końca sezonu 2019/2020.
W lipcu 2020 Mütəllimov został piłkarzem Sumqayıt FK. Zadebiutował w nim 21 sierpnia 2020 w przegranym 0:1 domowym meczu z Keşlə Baku.
| Sezon   | Klub        | Kraj        | Rozgrywki      | Mecze | Gole |
| ------- | ----------- | ----------- | -------------- | ----- | ---- |
| 2015/16 | Zirə Baku   | Azerbejdżan | Premyer Liqası | 15    | 0    |
| 2016/17 | Qəbələ FK   | Azerbejdżan | Premyer Liqası | 17    | 4    |
| 2017/18 | Qəbələ FK   | Azerbejdżan | Premyer Liqası | 7     | 1    |
| 2017/18 | Zirə Baku   | Azerbejdżan | Premyer Liqası | 11    | 1    |
| 2018/19 | Zirə Baku   | Azerbejdżan | Premyer Liqası | 24    | 2    |
| 2019/20 | Zirə Baku   | Azerbejdżan | Premyer Liqası | 13    | 1    |
| 2020/21 | Sumqayıt FK | Azerbejdżan | Premyer Liqası | 25    | 3    |

## Kariera reprezentacyjna
Mütəllimov grał w młodzieżowej reprezentacji Azerbejdżanu na szczeblu U-21. W reprezentacji Azerbejdżanu zadebiutował 9 marca 2017 w wygranym 2:1 towarzyskim meczu z Katarem, rozegranym w Dosze.